# Rohatin
Rohatin (ukránul: Рогати́н, lengyelül: Rohatyn, jiddisül: ראהאטין) város Ukrajna nyugati részén, az Ivano-frankivszki területen, a Hnila Lipa folyó partján. A Rohatini járás központja.
Területén található Ukrajna egyik világörökségi fatemploma.

## Történelem
1914 augusztus végén, az első világháborúban súlyos harcok dúltak a város térségében. A két világháború között Lengyelországhoz tartozott.

## Híres személyek
- 1502 körül itt született Anasztázia Liszovszka néven Hürrem szultána, I. Szulejmán szultán felesége